# Sophie Rodriguez
Sophie Rodriguez (Échirolles, 7 juli 1988) is een Franse snowboardster. Ze vertegenwoordigde haar vaderland op de Olympische Winterspelen 2006 (Turijn), de Olympische Winterspelen 2010 (Vancouver) en de Olympische Winterspelen 2014 (Sotsji).

## Carrière
Bij haar wereldbekerdebuut, in maart 2003 in Serre Chevalier, stond Rodriguez direct op het podium, tien maanden later boekte ze in Kreischberg haar eerste wereldbekerzege.
Rodriguez nam vijfmaal deel aan de wereldkampioenschappen snowboarden, haar beste resultaat was de bronzen medaille in de halfpipe op de FIS wereldkampioenschappen snowboarden 2013 in Stoneham-et-Tewkesbury.
Tijdens de Olympische Winterspelen van 2006 in Turijn eindigde de Française als dertiende op het onderdeel halfpipe, vier jaar later, in Vancouver, eindigde ze op datzelfde onderdeel op de vijfde plaats.

## Resultaten

### Olympische Winterspelen
| Jaar | Plaats    | Resultaten   |
| ---- | --------- | ------------ |
| 2006 | Turijn    | 13e Halfpipe |
| 2010 | Vancouver | 5e Halfpipe  |
| 2014 | Sotsji    | 7e Halfpipe  |

### Wereldkampioenschappen
| Jaar | Plaats                 | Resultaten                     |
| ---- | ---------------------- | ------------------------------ |
| 2005 | Whistler               | 9e Halfpipe 10e Snowboardcross |
| 2007 | Arosa                  | 16e Halfpipe                   |
| 2009 | Gangwon                | 14e Halfpipe                   |
| 2011 | La Molina              | 12e Halfpipe                   |
| 2013 | Stoneham-et-Tewkesbury | Halfpipe                       |

### Wereldbeker
Eindklasseringen
| Seizoen   | Algm | HP    | SBX |
| --------- | ---- | ----- | --- |
| 2002/2003 | –    | 24e   | –   |
| 2003/2004 | –    | 8e    | –   |
| 2004/2005 | –    | 5e    | 15e |
| 2005/2006 | 13e  | Brons | 51e |
| 2006/2007 | 63e  | 19e   | –   |
| 2007/2008 | 33e  | 8e    | –   |
| 2008/2009 | 22e  | Brons | –   |
| 2009/2010 | 38e  | 10e   | –   |
| 2010/2011 | 9e   | 7e    | –   |
| 2011/2012 | 6e   | 6e    | –   |

Wereldbekerzeges
| Datum           | Plaats      | Onderdeel |
| --------------- | ----------- | --------- |
| 23 januari 2004 | Kreischberg | Halfpipe  |